# Аргісуелас

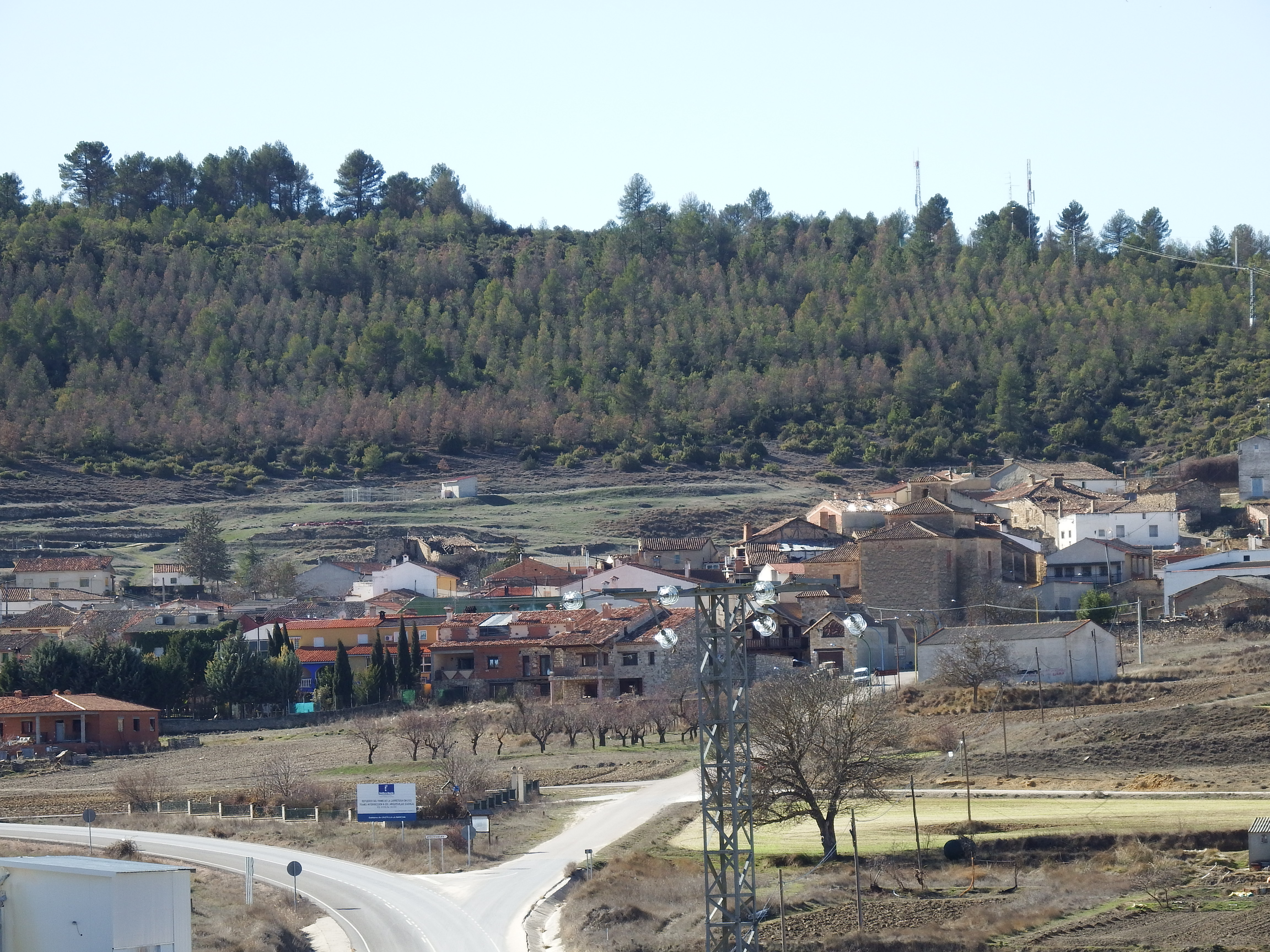

Аргісуелас (ісп. Arguisuelas) — муніципалітет в Іспанії, у складі автономної спільноти Кастилія-Ла-Манча, у провінції Куенка. Населення — 157 осіб (2010).
Муніципалітет розташований на відстані близько 170 км на схід від Мадрида, 38 км на південний схід від Куенки.

## Демографія
Динаміка населення (INE ):